# 群馬県済生会前橋病院
社会福祉法人恩賜財団済生会支部 群馬県済生会前橋病院（ぐんまけんさいせいかいまえばしびょういん）は、群馬県前橋市にある恩賜財団群馬県済生会が運営する医療機関である。

## 沿革
- 1931年（昭和6年）7月 - 済生会群馬県支部が設立。
- 1943年（昭和18年）3月 - 前橋市北曲輪町において診療開始。（内科･小児科病室4室8床）
- 1958年（昭和33年）8月 - 病院へと昇格。
- 1974年（昭和49年）8月 - 利根川西部地域の上新田町に移転、病床120床で診療開始。
- 1975年（昭和50年）6月 - 整形外科を増設し内科と外科の3科制となる。
- 1980年（昭和55年）5月 - 増改築をし80床増床、内科100床・外科47床・整形外科29床・小児科24床、合計200床。
- 1988年（昭和63年）6月 - 循環器センターを開設、10床増床する。
- 1990年（平成2年） 6月 - 泌尿器科を開設。
- 1996年（平成8年） 5月 - 群馬県エイズ診療協力病院となる。
- 1997年（平成9年） 3月 - 災害拠点病院（地域災害医療センター）の指定を受ける。
- 2002年（平成14年）6月 - 麻酔科を開設。
- 2004年（平成16年）10月 - 群馬県病院局県立病院群協力型臨床研修病院となる。
- 2005年（平成17年） 3月 - 災害派遣医療チーム指定病院（群馬DMAT）となる。
- 2006年（平成18年） 3月 - 血液内科病棟を「白血病治療センター」に改称。
- 2006年（平成18年）12月 - 産婦人科を廃止。
- 2008年（平成20年）12月 - 血液内科、腎臓内科（人工透析）と病理診断科を標榜科として届出。
- 2009年（平成21年）3月31日 - 地域医療支援病院の承認を受ける。

## 診療科
- 内科
- 血液内科
- 腎臓内科（人工透析）
- 消化器内科
- 循環器内科
- 内分泌内科
- 呼吸器内科
- 緩和ケア内科
- 小児科
- 外科
- 整形外科
- 心臓血管外科
- 眼科
- リハビリテーション科
- 泌尿器科
- 放射線科
- 麻酔科
- 病理診断科

特殊診療
- 肝臓外来
- ペースメーカー外来
- CAPD外来
- 睡眠障害外来
- 腎臓外来
- 内分泌外来
- 呼吸器外来
- 心臓血管外科外来
- 小児循環器外来
- 小児喘息外来
- 小児アレルギー外来
- 小児慢性疾患外来
- 乳児検診
- 予防接種
- 外来化学療法
- 禁煙外来
- 血液外来

疾患別センター
- 白血病治療センター
- 外科腹腔鏡外科センター
- 透析センター

診療協力部門
- 看護部門
  - 看護部
- 薬局
- 検査科
- 放射線科
- 栄養科
- 臨床工学科

## 医療機関の指定等
- 保険医療機関
- 救急告示医療機関
- 労災保険指定医療機関
- 指定自立支援医療機関（更生医療・育成医療）
- 身体障害者福祉法指定医の配置されている医療機関
- 生活保護法指定医療機関
- 指定養育医療機関
- 戦傷病者特別援護法指定医療機関
- 原子爆弾被爆者医療指定医療機関
- 原子爆弾被害者一般疾病医療取扱医療機関
- 公害医療機関
- エイズ治療拠点病院
- 地域医療支援病院
- 群馬県災害拠点病院
- 臨床研修指定病院（管理型・協力型）
- 小児慢性特定疾患治療研究事業委託医療機関
- 無料低額診療事業実施医療機関

## 交通アクセス
病院公式サイトも参照
- JR両毛線前橋駅北口より上信バスで約16分、済生会前橋病院前下車。
- JR高崎線ほか高崎駅西口より上信バスで約33分、済生会前橋病院前下車。
- 関越自動車道高崎インターチェンジ（伊勢崎方面出口）から約8分。
- 関越自動車道前橋インターチェンジ（前橋方面出口）から約13分。